# Парламентские выборы в Бенине (2003)
Парламентские выборы в Бенине проходили 30 марта 2003 года. В результате победу одержало про-правительственное Президентское движение, поддерживавшее президента Матьё Кереку, которое получило 52 из 83 мест парламента. 

## Результаты
| Альянс | Партия                                                                                     | Голоса    | %    | Мест |
| --- | ------------------------------------------------------------------------------------------ | --------- | ---- | ---- |
| Президентское движение | Союз за будущее Бенина                                                                     | 1 049 407 | 55,8 | 31   |
| Президентское движение | Африканское движение за развитие и прогресс                                                | 1 049 407 | 55,8 | 9    |
| Президентское движение | Ключевая сила                                                                              | 1 049 407 | 55,8 | 5    |
| Президентское движение | Альянс (Движение за развитие через культуру– Партия спасения– Конгресс народа за прогресс) | 1 049 407 | 55,8 | 2    |
| Президентское движение | Импульс к прогрессу и демократии                                                           | 1 049 407 | 55,8 | 2    |
| Президентское движение | Альянс прогрессивных сил                                                                   | 1 049 407 | 55,8 | 1    |
| Президентское движение | Движение за развитие и солидарность                                                        | 1 049 407 | 55,8 | 1    |
| Президентское движение | Объединение за демократию и прогресс                                                       | 1 049 407 | 55,8 | 1    |
| Оппозиция | Партия возрождения Бенина                                                                  | 807 923   | 43,0 | 15   |
| Оппозиция | Партия демократического обновления                                                         | 807 923   | 43,0 | 11   |
| Оппозиция | Звёздный альянс                                                                            | 807 923   | 43,0 | 3    |
| Оппозиция | Новый альянс                                                                               | 807 923   | 43,0 | 2    |
| Прочие партии | Прочие партии                                                                              | 21 449    | 1,2  | 0    |
| Всего | Всего                                                                                      | 1 878 779 | 100  | 83   |
| Источник: Adam Carr Архивная копия от 25 ноября 2019 на Wayback Machine, African Elections Database Архивная копия от 27 июня 2021 на Wayback Machine |                                                                                            |           |      |      |